# 新潟青陵大学短期大学部
新潟青陵大学短期大学部（日语：／ Niigata Seiryō Daigaku Tankidaigakubu *），简称青陵短大，是一所位于日本新潟县新潟市中央区的私立短期大学。前新潟青陵女子短期大学（日语：／ Niigata Seiryō Joshi Tankidaigaku *）。

## 概要

### 简介
- 源流成立于1900年[1]。短期大学为于1965年开办[1]、由学校法人新潟青陵学园经营。为男女同校[2]从2004年[1]。「至诚」为学园训[3]

### 历史
- 1965年 新潟青陵女子短期大学成立并同时设置一个学科即服装科[注 4][1]。
- 1968年 幼儿教育科成立[1]。
- 1972年 专科两个专攻即服饰美术专攻和幼儿教育专攻成立（停办于1993年）[1]。
- 1975年 服装科[注 4]改名为服饰美术科。
- 1992年 两个学科改名为[1]。
  - 服饰美术科→生活文化学科[注 1]
  - 幼儿教育科→幼儿教育学科
- 1996年 两个学科即福利心理学科和国际文化学科。
- 1999年 一个学科即福利心理学科招生最后、次年停止招生（正式停办于2001年5月29日[4]）。
- 2003年 两个学科即生活文化学科和国际文化学科各自招生最后、次年停止招生（各自正式停办于2005年5月29日[4]）。
- 2004年 改校名为新潟青陵大学短期大学部。开始招収男学生、人类总合学科成立。

### 宪章
- 请参看新潟青陵大学短期大学部的标志 （页面存档备份，存于） （日語） 2014年2月8日阅览。

## 学校环境
- 校区：在新潟县新潟市中央区

## 历任校长
- 关昭一：现在短期大学校长[5]

## 组织

### 学科
- 幼儿教育学科
- 人类总合学科

### 前学科
- 生活文化学科[注 1]
- 福利心理学科[注 2]
- 国际文化学科[注 1]

### 专科
| - 服饰美术专攻 - 幼儿教育专攻 |

### 业余课程
| - 没有 |

### 附属学校
| - 前新潟青陵女子短期大学附属幼儿园：改名为于2004年。 |

### 附属机关
| - 图书馆 |

## 相关链接
- 日本短期大学列表